# Sauzelles
Sauzelles település Franciaországban, Indre megyében. Lakosainak száma 256 fő (2022. január 1.). Sauzelles Fontgombault, Mérigny, Pouligny-Saint-Pierre és Saint-Aigny községekkel határos.

## Népesség
A település népessége az elmúlt években az alábbi módon változott:
| Lakosok száma | 304  | 288  | 269  | 257  | 238  | 241  | 245  | 256  | 255  | 256  |
|               | 1968 | 1982 | 1990 | 2006 | 2013 | 2015 | 2017 | 2019 | 2020 | 2022 |